# Dos mujeres, un camino
Dos mujeres, un camino es una telenovela mexicana creada y producida por Emilio Larrosa en 1993 y 1994.
Protagonizada por Erik Estrada, Laura León y Biby Gaytán, con las participaciones antagónicas de Enrique Rocha, Claudio Báez, Luz María Jerez, Elizabeth Dupeyrón, María Clara Zurita, Lorena Herrera y Rodrigo Vidal.
Fue la primera telenovela donde hubo artistas gruperos dentro del elenco, el Grupo Bronco y la cantante Selena.

## Argumento
Juan Daniel Villegas, apodado "Johnny", es un trailero mexicano y padre de familia que ama profundamente a su mujer, Ana María. Debido a su trabajo, hace constantes viajes entre Tijuana y el Distrito Federal transportando diferentes mercancías en su camión. En uno de esos viajes, al parar en un restaurante junto a la carretera, Johnny está a punto de atropellar a una atractiva joven pueblerina llamada Tania, de quien se enamora perdidamente. Su vida se volverá muy complicada como consecuencia de este nuevo amor.
Tania es la mesera del restaurante, propiedad de su madre, pero su gran sueño es ser una estrella musical. Cuando la joven decide huir de su casa, lo hace en el tráiler de Johnny y comienza a enamorarse de él, pero no tiene idea de que es casado. Tania tiene dos amigos, Graciela, quien tiene una familia que aparenta tener una buena posición económica, y Raymundo, un policía que busca vengar el asesinato de sus padres y que ama profundamente a Tania. 
En Tijuana, Johnny fue culpado por Ismael Montegarza, 10 años atrás, de la muerte de su hijo primogénito, Bernardo, en un extraño accidente de tráiler. Tras la muerte de su esposa, Lucrecia, Ismael junto con sus hijos, Ricardo y Alejandra, juran vengarse de Juan Daniel por haber matado supuestamente a Bernardo. Pero la verdadera culpable fue Alejandra, quien siempre ha estado enamorada de Johnny, pero cuando él se decidió por Ana María, Alejandra intentó matarlo para que no fuera de nadie y sin querer, mató a su hermano mayor. 
Juan Daniel vive atormentado por amar a Dos Mujeres, por lo que deberá decidir entre su esposa y su amante. Pero su problema empeora cuando Tania y Ana María se hacen grandes amigas y la pregunta es ¿Cuánto tiempo podrá ocultar su engaño?

## Elenco
- Erik Estrada - Juan Daniel Villegas Lozano "Johnny"
- Laura León - Ana María Romero de Villegas
- Biby Gaytán - Tania García Pérez / Tania Montegarza Pérez
- Enrique Rocha - Ismael Montegarza
- Luz María Jerez - Alejandra Montegarza
- Elizabeth Dupeyrón - Amalia Núñez de Torres
- Claudio Báez - Enrique Iliades
- José Flores (+) - Emiliano Díaz
- Rodrigo Vidal - Ricardo Montegarza
- Itatí Cantoral - Graciela Toruño Núñez
- Roberto Palazuelos - Raymundo Soto (#1)
- Sergio Sendel - Raymundo Soto (#2)
- Juan Carlos Casasola - Leobardo Yáñez Baltierra
- María Clara Zurita - Elena Pérez de García
- Mario Sauret - Agustín García Ordóñez
- Jorge Salinas - Ángel Lascuráin
- Carlos Miguel - Cristóbal Platas
- Lorena Herrera - Lorena Arau Bermúdez
- Gabriela Platas - Paola Iliades
- Grupo Bronco - Ellos mismos (Lupe Esparza, José Luis Villarreal "Choche" , Ramiro Delgado, Javier Villarreal)
- Francisco Huerdo - Guillermo Villegas Romero
- José Luis Rojas - "El Comanche"
- Roberto Tello - Odilón
- Salvador Garcini - Roberto Torres
- Eduardo Liceaga - Bernardo Montegarza "Medusa"
- Alfonso Kafiti - Comandante Sergio Buenrostro
- Jaime Puga - Comandante Camilo Martínez
- Horacio Almada - Homero
- Fernando Manzano - Demetrio
- Amparo Garrido - Bertha
- Dolores Salomón - Delmira
- Queta Carrasco - "Abuela Narcotraficante"
- Rodolfo de Alejandre - Lucas
- Óscar Traven
- Oyuki Manjarrez - Guadalupe "Lupita"
- Brianda Riquer - Ana "Anita" Villegas Romero / Ana "Anita" Díaz
- Miguel Serros - Uriel
- Victoria Ruffo - Ella misma
- Sussan Taunton - Susana
- Silvia Valdez - Dominga
- Rodolfo Velez - Germán Núñez
- Gustavo Aguilar - "Manotas"
- Anadela - Anadela
- Monica Dossetti - Alicia
- Carlos González - "El Toro"
- Jorge Becerril - "El Diablo"
- José Antonio Iturriaga - Armando
- Rodrigo Ruiz - Freddy
- Marina Marín - Lucrecia Almonte de Montegarza
- Miguel Herrera - Él mismo
- Rebecca de Alba - Ella misma
- Yaxkin Santalucía - Arturo
- Selena - Ella misma

## Premios y nominaciones

### Premios TVyNovelas 1994
| Categoría          | Nominado(a)    | Resultado |
| ------------------ | -------------- | --------- |
| Mejor telenovela   | Emilio Larrosa | Nominado  |
| Mejor villano      | Enrique Rocha  | Nominado  |
| Mejor primer actor | Enrique Rocha  | Ganador   |
| Mejor actriz joven | Itatí Cantoral | Nominada  |
| Mejor actor joven  | Rodrigo Vidal  | Ganador   |